# Aparammoecius gansuensis
Aparammoecius gansuensis är en skalbaggsart som beskrevs av Zdzisława Stebnicka 1997. Aparammoecius gansuensis ingår i släktet Aparammoecius och familjen Aphodiidae. Inga underarter finns listade i Catalogue of Life.